# Tlagawera
Tlagawera is een bestuurslaag in het regentschap Banjarnegara van de provincie Midden-Java, Indonesië. Tlagawera telt 2520 inwoners (volkstelling 2010).